# Гао Паньлун
Га́о Паньлу́н (кит. трад. 高攀龍, упр. 高攀龙, пиньинь Gāo Pānlóng, 13 августа 1562 — 14 апреля 1626) — китайский политик, философ-неоконфуцианец времен династии Мин, глава академии Дунлинь (Дунлинь шуюань) и дунлиньской школы (Дунлинь-сюэпай) в 1612—1626 годах.

## Биография
Получил высшее учёное звание цзиньши в 1589 году, находился на государственной службе до 1595 года. В 1593 году был понижен в должности и отправлен в далекую провинцию. В 1612 году возглавлял школу Дунлинь, выступавшую за немедленные реформы в государстве. В 1621 году был призван ко двору и затем получил ряд высоких должностей, в частности главного цензора. В 1625 году был освобожден. В 1626 году под угрозой ареста наложил на себя руки. В 1629 году реабилитирован.

## Философия
Во взглядах Гао Паньлуна наиболее ярко отразилась общая тенденция дуньлиньской школы к согласованию внутренней свободы личности с нормами социальной жизни путем отказа от признанного предшественниками неоконфуцианства (особенно чжусианства) дуализма метафизической «абсолютно доброй» «коренной» природы человека и его физической «пневменной» природы, проникнутой как добром, так и злом.